# Can Valldejuli
Can Valldejuli o Mas Valldejuli de la Torre és una masia de Palafolls (Maresme), la torre de defensa de la qual està catalogada com a bé cultural d'interès nacional. Està situada a la banda ombrívola de la Serralada litoral, al cantó oposat de Malgrat de Mar i Pineda. S'hi accedeix per un camí des de la carretera que uneix Sant Genís de Palafolls amb la N-2, just abans d'arribar al restaurant Masia de Can Gibert.

## Història
Les primeres notícies documentals són del 1251, quan era propietat dels Palafolls i habitat per Pere Valldejuli.
El 1759, la pubilla Josepa Valldejuli es va casar amb Francesc Torrent i Mallol, germà de l'hereu del mas Torrent del Mas de Santa Susanna. El 1860, El net de la parella, Joaquim Torrent i Vidal, notari de Calella, va fundar la societat La Amistad per a establir-hi una foneria de ferro de les mines que hi havia a la finca i que explotava Clement Tauler. El 1862, la societat va fer una crida a captar nous socis, i el 1880, ja s'havia extingit i la foneria, retornà a Joaquim Torrent.
Joaquim Torrent va fer construir un nou casal i posteriorment, vengué la finca al seu col·lega de Barcelona Ramon de Manresa i Castell, que la faria servir com a residència d'estiueig.

## Descripció
És una casa restaurada i molt ben conservada, de tres cossos, baixos i pis. El portal és d'arc de mig punt adovellat i hi ha tres finestres gòtiques. Les façanes són de construcció de pedra aparellada vista -anteriorment a la restauració, la paret de migjorn era de tàpia-. A la façana nord, on hi ha ara un porxo de recent construcció, es trobava una capelleta que fou destruïda, on hi havia una Mare de Déu, que encara es conserva a la masia.
Separada de la casa, hi ha la torre de planta rodona, amb un pontet de comunicació de construcció moderna. Manté un matacà, troneres i finestres emmarcades amb carreus de pedra. Se'n conserven els arquets del matacà del volt, sense mur de protecció. És de tres pisos, als quals s'hi accedeix per una porta a la planta- i fins fa poc n'hi havia el bestiar i l'aviram. Davant de la torre hi ha un pou, construït en pedra.